# 5Rhythms
5Ritmos es una práctica de meditación en movimiento ingeniada por Gabrielle Roth a finales de 1970. Nacida a partir de prácticas indígenas y diversas tradiciones del mundo que utiliza los principios del Chamanismo, estados alterados de conciencia, misticismo y Filosofía oriental. También incorpora elementos de la terapia Terapia Gestalt, el movimiento potencial humano y la Psicología transpersonal.
Fundamental a su práctica es la idea de que todo es energía, y se mueve en olas, patrones y ritmos.